# Michail Botwinow
Michail Botwinow –en ruso, Михаил Ботвинов, Mijail Botvinov– (Lidinka, URSS, 17 de noviembre de 1967) es un deportista austríaco de origen ruso que compitió en esquí de fondo.
Participó en cuatro Juegos Olímpicos de Invierno, obteniendo dos medallas: plata en Salt Lake City 2002 (30 km) y bronce en Turín 2006 (50 km), el quinto lugar en Albertville 1992 y el quinto en Lillehammer 1994, en la prueba de relevo.
Ganó tres medallas en el Campeonato Mundial de Esquí Nórdico, en los años 1993 y 1999.

## Palmarés internacional
| Representando a Rusia   |                                 |                   |                  |
| Campeonato Mundial      |                                 |                   |                  |
| Año                     | Lugar                           | Medalla           | Prueba           |
| 1993                    | Falun (Suecia)                  | Medalla de bronce | Relevo 4 × 10 km |
| Representando a Austria |                                 |                   |                  |
| Juegos Olímpicos        |                                 |                   |                  |
| Año                     | Lugar                           | Medalla           | Prueba           |
| 2002                    | Salt Lake City (Estados Unidos) | Medalla de plata  | 30 km            |
| 2006                    | Turín (Italia)                  | Medalla de bronce | 50 km            |
| Campeonato Mundial      |                                 |                   |                  |
| Año                     | Lugar                           | Medalla           | Prueba           |
| 1999                    | Ramsau (Austria)                | Medalla de oro    | Relevo 4 × 10 km |
| 1999                    | Ramsau (Austria)                | Medalla de bronce | 50 km            |